# المنظمة العالمية للجمارك
المنظمة العالمية للجمارك منظمة دولية تعنى بكل ما يتعلق بالتشريعات والمساطر الجمركية التي تنظم التجارة بين البلدان، وتهدف إلى رفع فعالية المصالح الجمركية عبر العالم وتجويد خدماتها وتمكينها من أداء وظائفها في ما يخص تيسير التجارة وتأمين المبادلات التجارية.

## التأسيس
تأسست المنظمة العالمية للجمارك سنة 1952 تحت اسم "مجلس التعاون الجمركي"، الذي ضم في عضويته حينئذ 17 بلدا أوروبيا، وعقد المجلس دورته الافتتاحية في 26 يناير/كانون الثاني 1953 بالعاصمة البلجيكية بروكسل.
تطورت المنظمة مع مرّ السنين، وانضمت إليها تباعا عشرات البلدان من مختلف أرجاء العالم، ووصل عدد الأعضاء حاليا إلى 180 بلدا يمثلون 98% من التجارة العالمية، وأصبحت المنظمة مركز خبرة عالميا في الشأن الجمركي والهيئة الوحيدة المتخصصة في هذا الشأن على مستوى دولي، كما أنها تُعَدُّ الناطق الرسمي للجمارك في المحافل الدولية.

## الأهداف
تسعى المنظمة إلى تحقيق سبعة أهداف إستراتيجية حددتها كما يلي:
- 1. تعزيز الأمن وتيسير التجارة الدولية، بما في ذلك تبسيط النظم الجمركية وتوحيدها.
- 2. الحث على تحصيل الإيرادات بشكل عادل وفعال وناجح.
- 3. حماية المجتمع والصحة العامة والسلامة ومحاربة الغش.
- 4. تعزيز القدرات عبر دعم مختلف المصالح الجمركية الوطنية لتبني معايير جمركية عصرية.
- 5. تشجيع كل الأطراف المعنية بالشأن الجمركي على تبادل المعلومات والتجارب والممارسات النموذجية التي تستحق الاقتداء.
- 5. رفع مستوى كفاءة الجمارك وتحسين أدائها وسمعتها.
- 7. إجراء الأبحاث والتحاليل بشأن القضايا التي تهم الجمارك والتجارة الدولية بهدف تعزيز ثقافة الأداء الاحترافي من خلال إشاعة المعارف بين أعضاء المنظمة والأطراف الأخرى المعنية كذلك.

## الهيكلة الإدارية
تتكون المنظمة العالمية للجمارك من مجلس ولجان وأمانة عامة.
المجلس هو أعلى هيئة داخل المنظمة، ويضم ممثلين عن جميع البلدان الأعضاء، الذين ينتخبون رئيسا من بينهم، وهو الهيئة التقريرية التي تبت في أعمال المنظمة ومختلف أنشطتها والاتفاقيات التي تعرض عليها، ويعتمد في ذلك على التقارير المختلفة التي تنجزها اللجان المختصة.
يجتمع المجلس وفقا للبند السابع من الاتفاقية التأسيسية للمنظمة على الأقل مرتين في السنة، ولكن منذ عام 1966 تنعقد الدورتان في الوقت ذاته، وغالبا ما يكون ذلك في شهر يونيو/حزيران.
ويستعين المجلس في أداء مهامه بأمانة عامة يشرف على عملها أمين عام بمساعدة نائب وعدد من المديرين، تتمثل مهمتهم في توفير الدعم التقني واللوجستي لمختلف هيئات المنظمة والإعداد لدورات المجلس السنوية، والسهر على انعقادها في أحسن الأجواء.